# Macrofilia

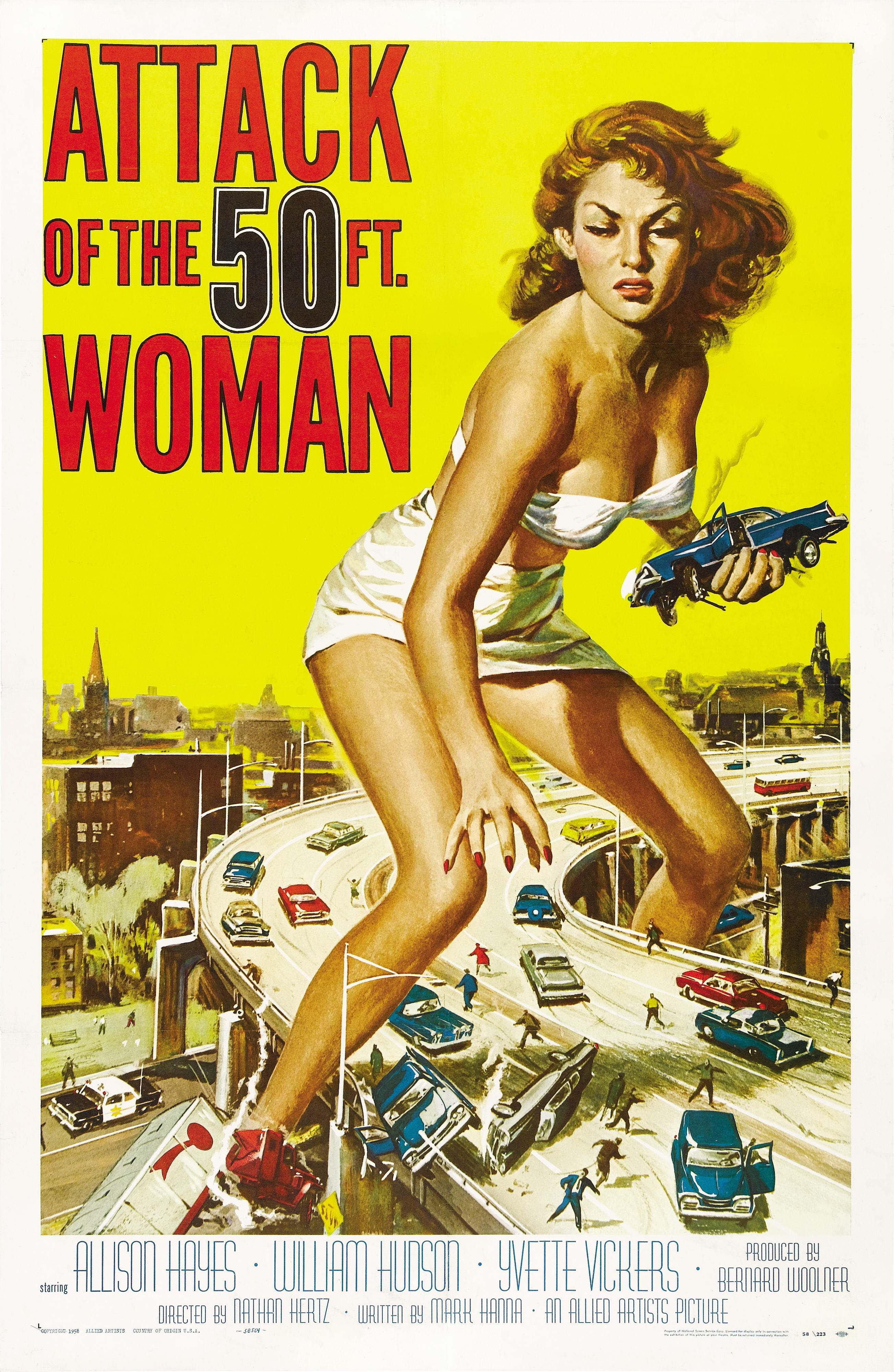
Poster del Ataque de la mujer de 50 pies, representando a una mujer gigante atacando gente pequeña en comparación.

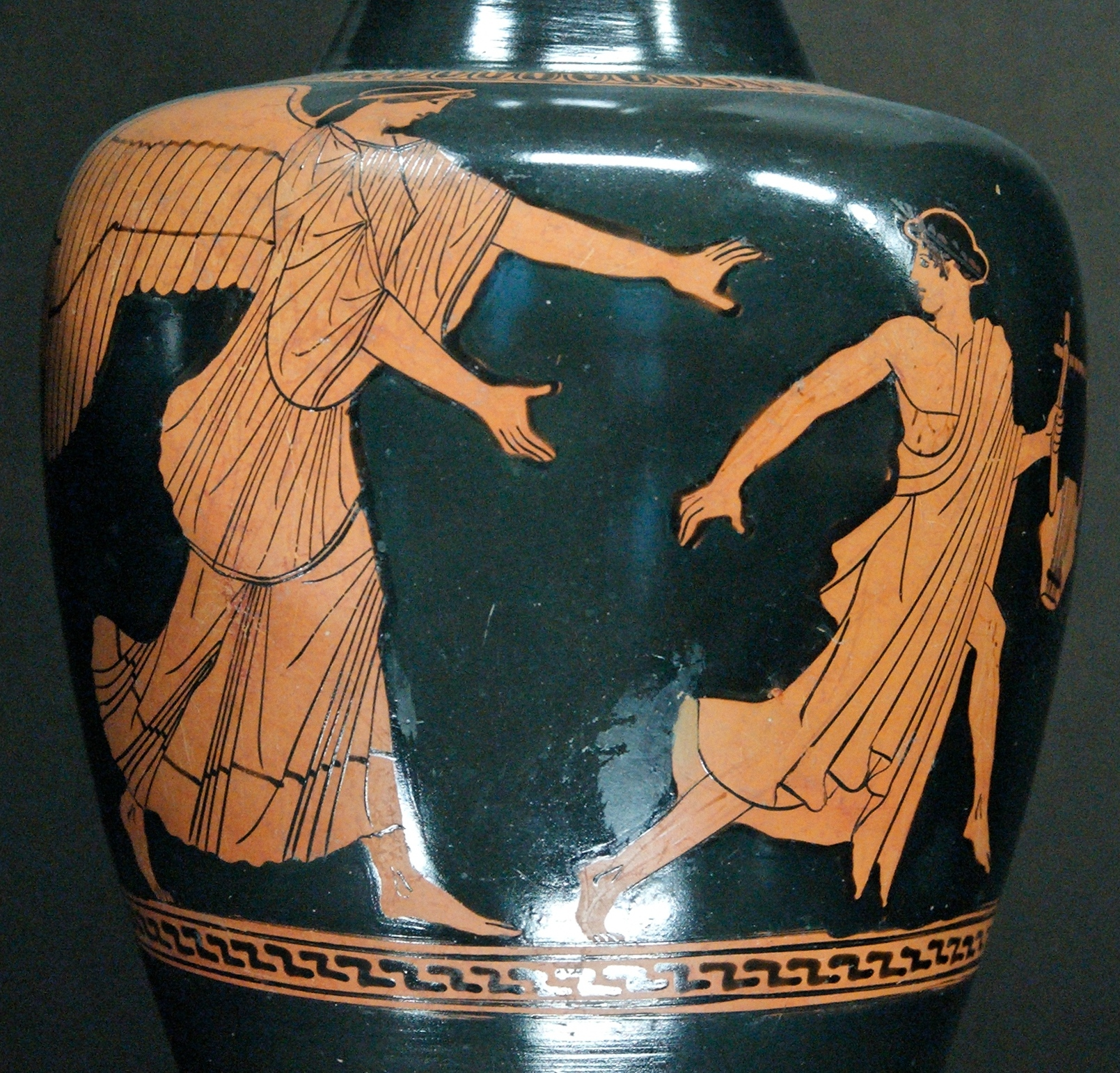
La titánide Eos persigue a su amado Titono. Oinochoe por el Pintor de Aquiles, ca. 470 a. C.–460 a. C. (Louvre)

Macrofilia se refiere a la fascinación por una fantasía sexual en la cual se interactúa con un gigante. Principalmente la macrofilia suele estar relacionada con mujeres gigantes, aunque también existe la macrofilia de gigantes masculinos. En inglés, el término que se utiliza para nombrar a las mujeres gigantes o gigantas es "giantess".

## Características
La macrofilia es una parafilia cuyo interés se basa en la interacción o solo el avistamiento de mujeres gigantes, pero hay muchos subgéneros y ramas diferentes dependiendo de la acción y la actitud de la "giganta". Una "giganta" puede ser 'gentle' (gentil), la cual actuará maternal o inocentemente, evitará meterse en problemas, tendrá cuidado en no aplastar o destruir cosas a su paso; o también puede ser malvada, dominadora, despreocupada y que disfruta de la destrucción provocada por su estatura. 

### Growth
Growth (crecimiento, en inglés) consiste en ver a la giganta creciendo, ya sea unos pocos centímetros hasta metros o kilómetros. Aquí unos de los rasgos más notables es la interacción con lo que la rodea; su ropa se volverá más apretada hasta que se romperá, si crece dentro de una casa empujará muebles y romperá el techo, las puertas y/o las ventanas y si sigue creciendo en una ciudad destruirá edificios, aplastará automóviles y lo más seguro es que atraiga la atención de las fuerzas armadas. Este crecimiento puede conllevar también a un aumento del pecho. 
Las causas del crecimiento suelen ser un experimento, una poción, magia o un poder.

### Crush
Aquí la giganta aplastará y pisará cosas o personas con su cuerpo. El crush se realiza con los pechos (boob crush), el trasero (butt crush) o los pies (feet crush), por eso al crush también se lo suele relacionar con el fetichismo de los pies.

### Vore

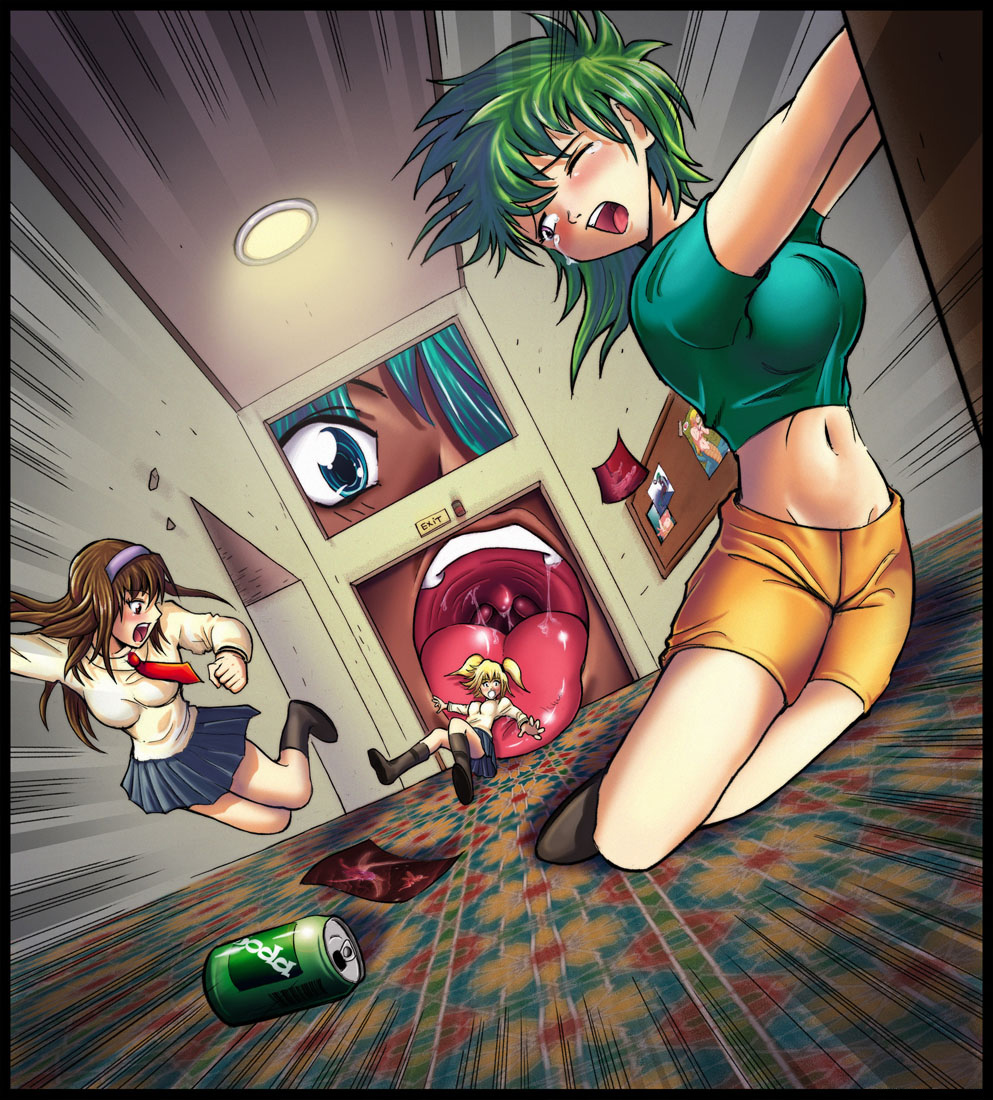
Un ejemplo de manga estilo vore.

Relacionado profundamente con las gigantas dominantes, "vore" trata de que la giganta devora personas, sea que estén en un vehículo (el cual suele ser también devorado) o no.

## Interés
Aunque la macrofilia se traduce literalmente como simplemente un "amante de lo grande", en el contexto de una fantasía sexual, se usa para referirse a alguien que se siente atraído por seres más grandes que ellos. En general, el interés difiere entre las personas y depende del género y la orientación sexual. A menudo disfrutan sentirse pequeños y ser abusados, degradados, dominados o comidos y también pueden ver a los gigantes como poderosos y dominantes. Según la especulación de Mark Griffiths, las raíces de la macrofilia pueden estar en la excitación sexual en la infancia y la adolescencia temprana, que se asocia accidentalmente con gigantes.

## Tamaños
En el ámbito de la macrofilia hay determinadas palabras que se utilizan para catalogar el tamaño de las gigantas.
- Amazona: De tamaño un poco más alto que una persona normal. Entre 2,30 y 4 metros.
- Mini Giantess: Giganta pequeña, mayor que la amazona pero no llega al tamaño de una giganta estándar. Entre 5 y 7 metros.
- Giganta Estándar: Más o menos del tamaño de un edificio alto o rascacielos.
- Mega/Massive Giantess: Giganta de gran tamaño, lo suficiente como para destruir edificios e incluso ciudades enteras con simples pisadas.
- Giga: El tamaño más grande de todos. Aquí la giganta va desde el tamaño planetario hasta el tamaño del universo.

## En los medios y experiencia
Internet ha jugado un papel importante en ayudar a desarrollar el fetiche. El informe anual de 2015 del sitio de pornografía Pornhub mostró que en comparación con 2014, el mayor aumento de la cinta de sexo fue la Giantess, que obtuvo un aumento del 1091% en las búsquedas. También existía una exhibición en el Museo del Sexo titulada "Kink: Geography of the Erotic Imagination" que exploraba muchas fantasías diferentes, incluida la macrofilia. Los creadores de contenido en línea también desarrollaron medios caseros que ayudaron a aumentar el alcance del fetiche. Además de generar contenido a través de sitios web, algunos creadores de contenido incluso se calificaron de maneras que les ayudaron a generar seguidores y obtener ingresos por su trabajo. Después de que se recopilaron datos de 4.814.732 videos en clips4sale, un sitio porno establecido, se descubrió que "Giantess" era la 34.ª categoría más popular. Una forma de experimentar el fetiche en la vida real es con mujeres extraordinariamente altas que pueden programar sesiones privadas con macrófilos para participar en la interacción no sexual, como: pisotear, levantar y cargar, adorar los pies, jugar roles y dominar.